# Peter Graulund
Peter Graulund (født 20. september 1976) er en dansk tidligere professionel fodboldspiller fra Vejen, der spillede som angriber for klubber som Vejle Boldklub, VfL Bochum, Helsingborgs IF, AGF og Brøndby IF i sin karriere, der løb fra 1995 til 2012. I sidstnævnte klub formåede han at blive topscorer i Superligaen i 2001.
I AGF opnåede han at blive den mest scorende spiller nogensinde for klubben med sine 100 mål. En rekord, der senere er overgået af Patrick Mortensen.
Peter Graulund har arbejdet som fodboldkommentator hos Viasat, siden han stoppede sin fodboldkarriere i 2012.

## Karriere
Peter Graulund indledte sin professionelle karriere i Vejle Boldklub. Som junior- og ynglingespiller var han nøglespiller på klubbens ungdomshold og da cheftræner, Ole Fritsen, hentede ham op på seniorholdet kvitterede han med en række vigtige scoringer, der hjalp klubben til at rykke op i Superligaen i 1995 og til at vinde sølv i 1997.
I 1998 skiftede Graulund til Brøndby IF, hvor han havde det svært den første tid. Men i sæsonen 2000/2001 fik han chancen under Åge Hareide og blev topscorer i Superligaen i 2000/2001 sæsonen. Herefter skiftede han til tyske VfL Bochum, hvor han dog aldrig fik et gennembrud; efter en længere periode som reserve blev han i 2003 udlejet til AGF. Her havde han stor succes som målscorer, men da AGF pga. vaklende økonomi ikke kunne frikøbe ham fra kontrakten i Bochum, fortsatte han i stedet i Helsingborgs IF, hvor han spillede 2 sæsoner. I 2006 vendte han tilbage til AGF, hvor han indtil 2008 var anfører for klubbens Superligahold. Herefter overtog Steffen Rasmussen anførerbindet, hvilket var tæt på at blive for meget for Graulund, som overvejede at skifte klub. Han scorede nogle uger senere det afgørende mål mod Brøndby, hvilket gav ham ekstra mod på tilværelsen i AGF.
I mellemtiden var han dog med til at rykke ned med AGF, og sidenhen rykke op igen, i sæsonen 2006/2007, hvor han blev topscorer i 1. division med 20 mål i 25 kampe.
I sæsonen 2009/2010 rykkede han for anden gang ned i 1. division med AGF. Graulund forlængede dog sin kontrakt og markerede sig i sæsonen 2010/2011 som topscorer i 1. division.
Han scorede sit superligamål nr. 100 den 29. august 2011.
Den 26. oktober 2011 rev Peter Graulund sin ene akillessene over, hvilket normalt koster fodboldspillere en pause på minimum ni måneder. Mange eksperter spåede derfor ikke Graulund et comeback, idet han allerede var fyldt 35 år. Peter Graulund viste dog sin ukuelige vilje, og på kun fem måneder spillede han sig tilbage på AGF's bedste hold i Superligaen. I sine to første kampe blev han indskiftet med en halv time igen, men formåede alligevel at score i begge kampe, som dog blev tabt.
Den 12. oktober 2012 måtte Peter Graulund imidlertid indstille sin karriere med øjeblikkelig virkning. Han kunne ikke længere holde til at spille efter flere alvorlige skader, herunder den overrevne akillessene året forinden. Han scorede sit sidste superligamål, da AGF slog Silkeborg 4-0 den 1. september 2012.
Han spillede i alt 290 superligakampe. Med sine 107 mål er han nummer otte på listen over de mest scorende i Superligaen kun overgået af Morten Duncan Rasmussen, Søren Frederiksen, Peter Møller, Heine Fernandez, Steffen Højer, Frank Kristensen og Patrick Mortensen.
36-årige Graulund nåede 219 kampe og 100 mål i AGF-trøjen, 93 kampe i Vejle-trøjen, 53 kampe i Brøndby-trøjen, 45 kampe i Helsingborg-trøjen og 21 kampe i Bochum-trøjen.
Graulund fik spillet seks kampe, og scorede to mål for Danmarks nationale under-21 fodboldhold.